# Antillothrix bernensis
Antillothrix bernensis és una espècie extinta de primat de la família dels pitècids, l'única del gènere Antillothrix. Es creu que s'extingí al voltant del segle xvi. L'època i la causa exactes de la seva extinció no estan clares, però probablement es relacionen amb l'assentament a l'illa dels europeus després de l'arribada el 1492 de l'expedició de Cristòfor Colom.
Al principi, es considerà que aquesta espècie era un parent proper dels caputxins, però la investigació posterior mostrà que les seves semblances eren degudes a l'evolució convergent.
Horovitz i MacPhee desenvoluparen la hipòtesi, proposada inicialment per MacPhee et al., que tots els micos de les Antilles (sent els restants les dues espècies cubanes del gènere Paralouatta, Xenothrox mcgregori i Insulacebus toussaintiana) pertanyien a un grup monofilètic que tenia un vincle proper amb el gènere modern Callicebus. Més endavant assignaren els micos de les Antilles a la tribu dels xenotriquinis, el grup germà de la tribu dels cal·licebins, amb extenses comparacions anatòmiques i emprant l'anàlisi filogenètica utilitzant parsimònia (PAUP, per les seves sigles en anglès). Sostingueren el monofiletisme d'aquest grup perquè mantenia el seu suport als cladogrames més parsimoniosos, però als menys parsimoniosos el gènere de micos udoladors, Aotus, apareixia emparentat amb Xenothrix.
El juliol del 2009, Walter Pickel trobà un crani d'Antillothrix bernensis mentre nedava a cavernes submergides. El crani, ossos llargs i costelles foren recuperats per Walter Pickel i Curt Bowen l'octubre del 2009 sota la supervisió de la República Dominicana i Alfred L. Rosenberger, del Brooklyn College. El descobriment dona suport a la idea de MacPhee et al. sobre un origen únic per als micos de les Antilles.